# Еколошка мрежа
Еколошка мрежа је систем еколошки значајних подручја (заштићених природних и приближно природних подручја) и њихових заштитних зона, које су повезане еколошким коридорима. Ови су од изузетног значаја, јер треба да обезбеде међусобну повезаност подручја, те да омогуће популацијама врста адекватне услове за миграторна кретања и генетску размену током распрострањивања.
Закон о заштити природе (4/16 и чл. 36, 2010) дефинише еколошку мрежу као „јединствен систем функционално повезаних природних и полуприродних предеоних целина којима се успостављају и обнављају еколошке функције, ради очувања биолошке разноврсности и обезбеђивања одговарајућих услова за одрживо коришћење простора и ресурса на националном и регионалном нивоу”.

## Концепт
Природа не познаје границе, животну средину чини сплет сложених интеракција између абиотичне и биотичне сфере па је у складу са тим и успостављање организоване еколошке мреже одабраних станишта од заједничке важности за људску заједницу, без обзира на границе и политичко уређење. Доношење правних оквира за међусобно координирано деловање на пољу заштите природе је важна политичка одлука, која поред тренутног тренда притисака на животну средину (раст становништва, загађивање, осиромашење природе) једино може да обезбеди опстанак биосфере и човека у њој.
Најпознатије еколошке мреже су Смарагдна (Emerald) мрежа и мрежа Natura 2000, а сличан концепт прате и програм „Зелени појас Европе“ (European Green Belt) и прекогранични пројекат Резерват биосфере Мура-Драва-Дунав (Trans-Boundary UNESCO Biosphere Reserve „Amazon of Europe“). Свака од међународних еколошких мрежа конципирана је тако да земље чланице мреже деле свој удео у одржавању исте, гарантујући заједноичко чување заштићених подручја која чине мрежу.
Србија учествује у пројекту Унеска Човек и биосфера са парком природе Голија који је 1986. предложен за резерват биосфере под заштитом UNESCO-a, а заједно са још 17 локалитета Споменик природе Ђавоља варош od 2002. такође улази у састав мреже међународних резервата биосфере WNBR (World Network of Biosphere Reserves).
На основу националне стратегије заштите биодиверзитета, и у Србији се од 2010. године успоставља еколошка мрежа ради обезбеђивања повољних услова за живот угрожених биљних и животињских врста и њихових станишта. Састав, као и начин управљања и финансирања мреже утврђени су специјалном регулативом – Уредбом о еколошкој мрежи („Службени гласник РС“ бр. 102/2010). Прилог 1 Уредбе листира еколошки значајна подручја Србије, а Прилог 2 еколошке коридоре од међународног значаја у Републици Србији. Национална еколошка мрежа Србије за сада садржи 101 еколошки значајно подручје.

## Еколошки коридори
Да би заиста функционисала, еколошка мрежа мора бити кохерентна траса повезаних подручја које животиње и биљке слободно могу да користе као за своје ширење. На пример, ако једна река пролази кроз град, где њену обалу ради урбане естетике окивају бетонским плочама, кроз та биолошки мртва места без вегетације животиње као видра или дабар тешко могу да пролазе. На исти начин велик су проблем и хидрелектране, које спречавају кретање риба до мрестилишта у вишим токовима реке. Од тачке до тачке у мрежи станишта морају да постоје повезнице

## Зелени мостови
Да би животиње могле да премосте несавладиве урбане препреке попут магистрала, потребно је изгадити зелене мостове у правом смислу те речи: мостове само за животиње. Хрватска је у склопу усклађивања својих стандарда са Европским, изградила неколико прелаза за дивље животиње.
Постоје и пролази за животиње, који се праве испод ауто-путева, иако постоји полемика око њихове функционалности. Неке животиње неће смети да кроз њих пролазе, ако осете мирис неке грабљивице која је већ туда прошла. Ови пролази највише користе угроженим водоземцима и гмизавцима у њиховом кретању, да би могли да колонизују и друга подручја.